# Kestur, Tumkur
Kestur là một làng thuộc tehsil Tumkur, huyện Tumkur, bang Karnataka, Ấn Độ.